# Caroline Munro

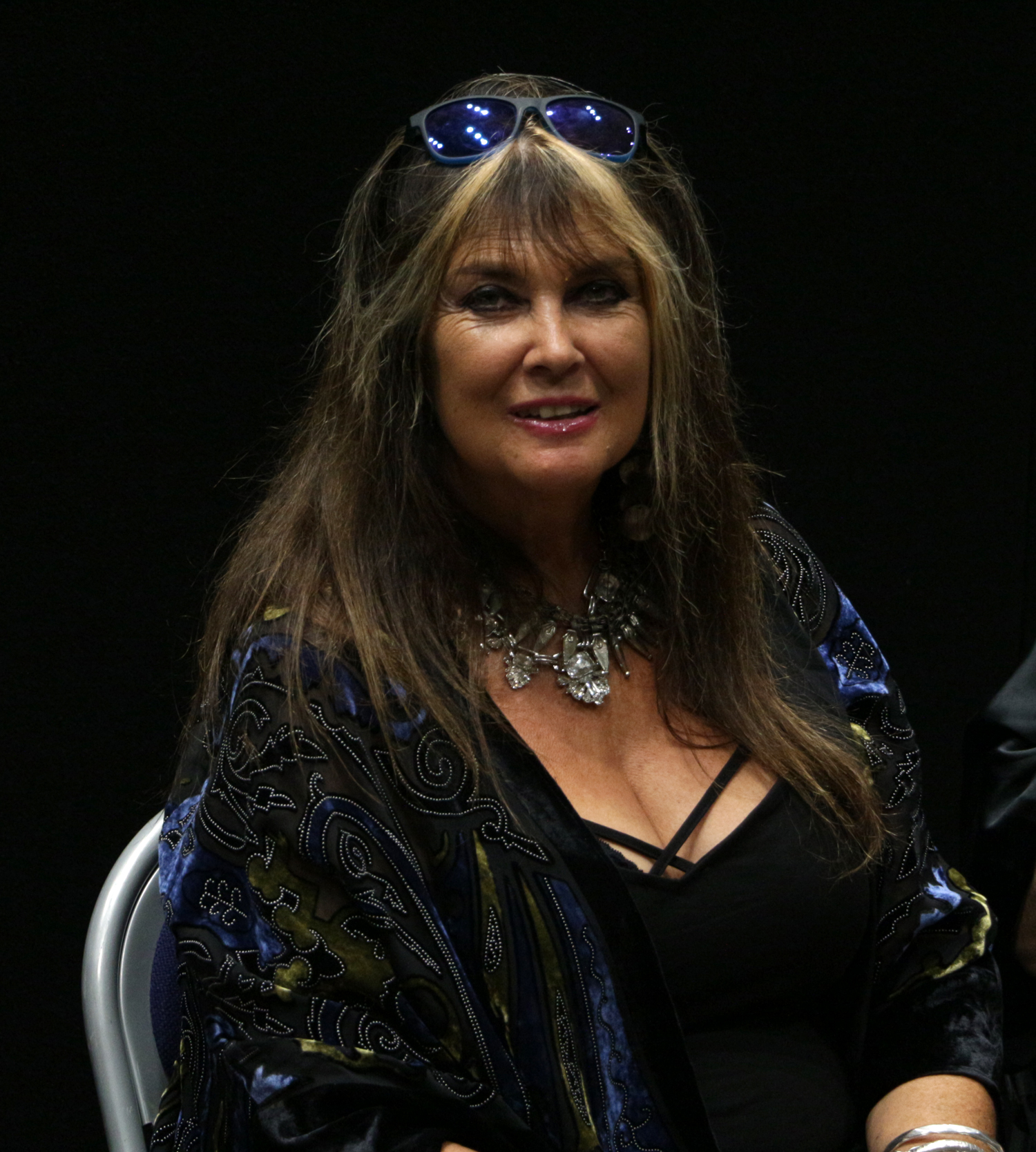
Caroline Munro, 2018

Caroline Munro (* 16. Januar 1949 in Windsor, Berkshire) ist eine britische Schauspielerin, Sängerin und ehemaliges Model.

## Leben

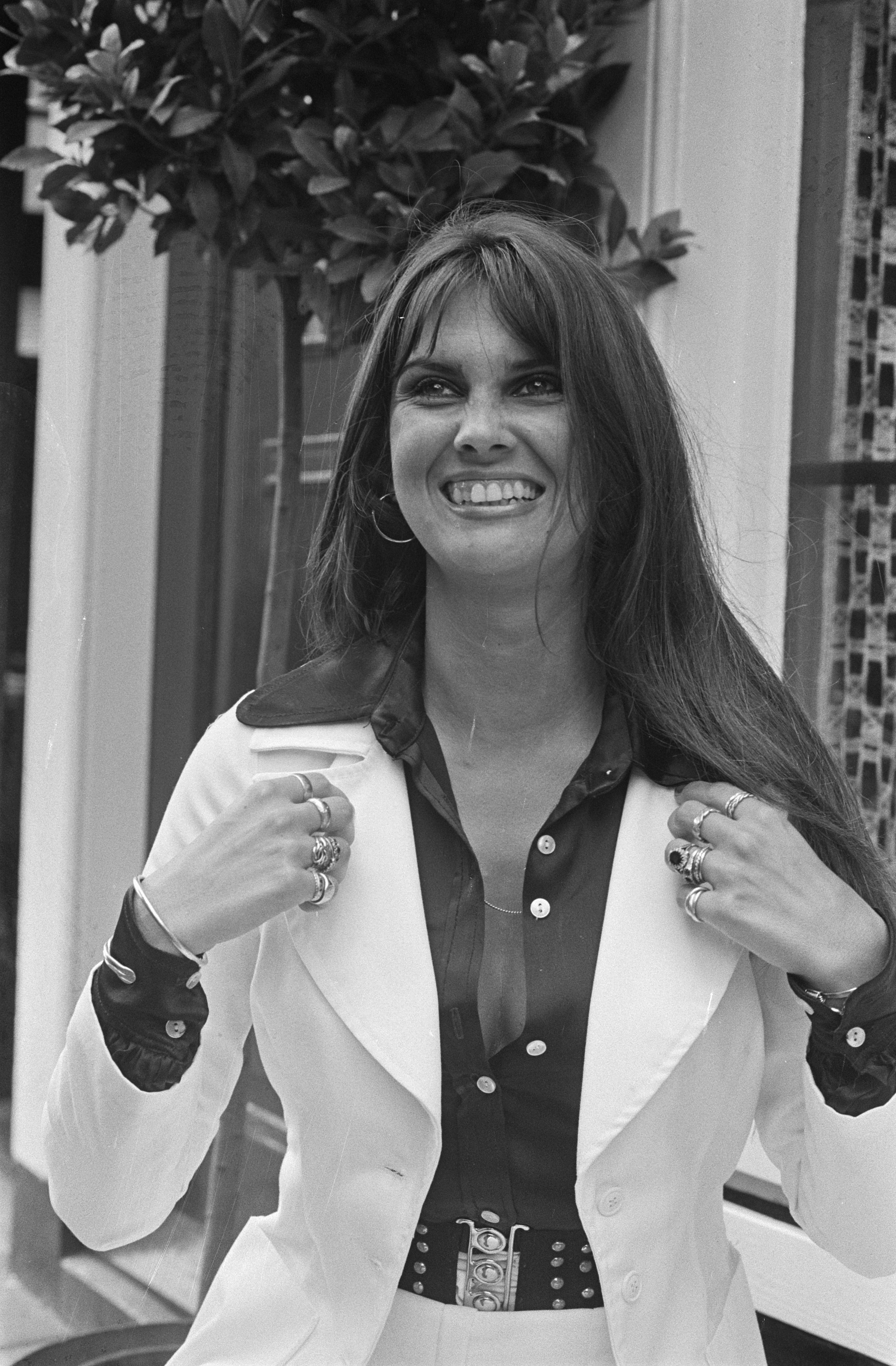
Caroline Munro, 1974

### Schauspielkarriere
Munro begann ihre Karriere bereits mit 16 Jahren, als sie in Großbritannien den Wettbewerb „Gesicht des Jahres“ gewann. Sie arbeitete anschließend als Model für die Vogue und in Fernseh-Werbespots und kam schließlich zum Film. Zu Beginn der 1970er Jahre wurde sie Vertragsschauspielerin bei den Hammer Studios. 1973 spielte sie an der Seite von John Phillip Law die weibliche Hauptrolle der Sklavin Margiana in Sindbads gefährliche Abenteuer. 
Munros bekanntester Auftritt war in dem James-Bond-Film Der Spion, der mich liebte, wo sie die Rolle der Helikopterpilotin Naomi verkörperte, einer Gehilfin des Filmbösewichts Stromberg. Ursprünglich war Munro als Besetzung für die Sowjetagentin Anja Amasova geplant, wurde jedoch aus unbekannten Gründen durch Barbara Bach ersetzt.
Bei der Wahl ihrer Filme danach hatte sie eine weniger glückliche Hand; weniger bekannt sind auch ihre Musikaufnahmen und Auftritte in Musikvideos sowie Theaterauftritte. Dabei hatte sie mit „Pump me up“ einen kleineren Hit in den Charts. Von 1984 bis 1987 spielte sie in der Fernsehserie 3-2-1; seit Ende dieses Engagements trat sie nur noch gelegentlich auf und widmete sich sonst ihrer Familie.
Nach der Jahrtausendwende war Munro wieder öfter in Spielfilmrollen zu sehen.

### Privatleben
Nach einer Liaison mit dem britischen Sänger Colin Blunstone bis ins Jahr 1970, der nach der Trennung das Lied „Caroline Goodbye“ (1971) veröffentlichte, war sie mit dem Schauspieler Judd Hamilton verheiratet; in zweiter Ehe heiratete sie den Regisseur George Dugdale, mit dem sie zwei Töchter hat.

## Filmografie (Auswahl)
- 1967: Casino Royale
- 1969: A Talent for Loving
- 1971: Das Schreckenskabinett des Dr. Phibes (The Abominable Dr. Phibes)
- 1972: Dracula jagt Mini-Mädchen (Dracula A. D. 1972)
- 1972: Die Rückkehr des Dr. Phibes (Dr. Phibes Rises Again)
- 1973: Sindbads gefährliche Abenteuer (The Golden Voyage of Sinbad)
- 1973: Captain Kronos – Vampirjäger (Captain Kronos – Vampire Hunter)
- 1976: Der sechste Kontinent (At the Earth's Core)
- 1977: Mit Schirm, Charme und Melone: Engel des Todes (Fernsehserie, 1 Folge)
- 1977: James Bond 007 – Der Spion, der mich liebte (The Spy Who Loved Me)
- 1978: Star Crash – Sterne im Duell (Starcrash)
- 1980: Maniac
- 1982: Love To Kill (The Last Horror Film)
- 1986: Die Todesparty (Slaughter High)
- 1988: Faceless (Les prédateurs de la nuit)
- 1989: Dead Eyes (Il gatto nero)
- 2015: Vampyres